# Font-Romeu-Odeillo-Via
Font-Romeu-Odeillo-Via – miejscowość i gmina we Francji, w regionie Oksytania, w departamencie Pireneje Wschodnie.
Według danych na rok 1990 gminę zamieszkiwało 1857 osób, a gęstość zaludnienia wynosiła 63 osoby/km² (wśród 1545 gmin Langwedocji-Roussillon Font-Romeu-Odeillo-Via plasuje się na 206. miejscu pod względem liczby ludności, natomiast pod względem powierzchni na miejscu 199.).

## Zabytki
Zabytki na terenie gminy posiadające status monument historique:
- kościół św. Kolumba de Vià (Église Sainte-Colombe de Vià)
- kościół św. Marcina d'Odeillo (Église Saint-Martin d'Odeillo)
- ermitaż Notre-Dame (Ermitage Notre-Dame de Font-Romeu)
- Four solaire d'Odeillo
- Grand Hôtel de Font-Romeu
- Immeuble des maisons solaires Trombe-Michel

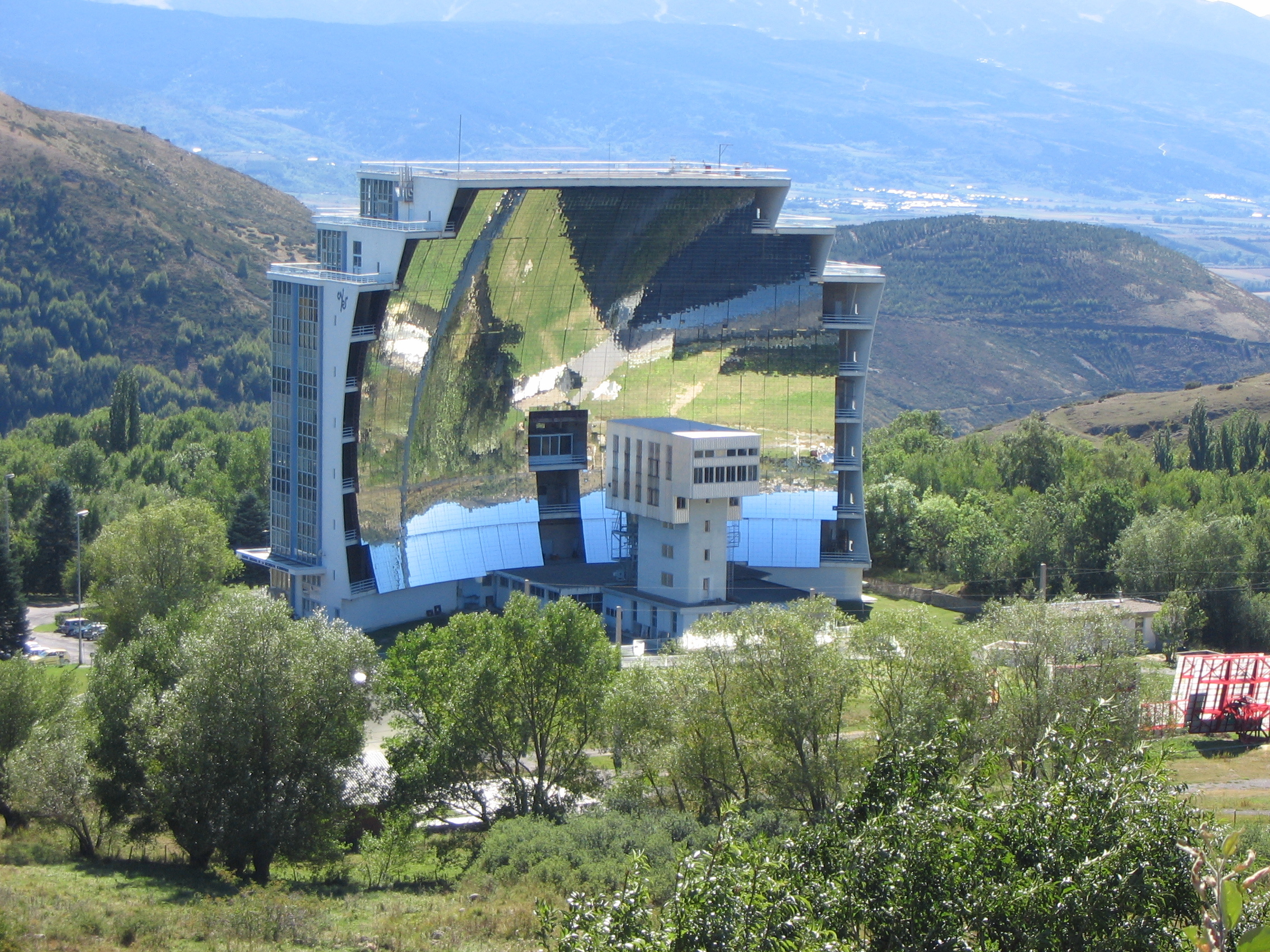
Elektrownia słoneczna w Font-Romeu-Odeillo-Via, 2005

## Populacja

Populacja Font-Romeu-Odeillo-Via w latach 1962–2008